# Hybrides Modell
|                                                                       | Dieser Artikel wurde im Portal Mess-, Steuerungs- und Regelungstechnik zur Verbesserung eingetragen. Hilf mit, ihn zu bearbeiten, und beteilige dich an der Diskussion! |
| Vorlage:Portalhinweis/Wartung/Mess-, Steuerungs- und Regelungstechnik | |

Ein Hybrides Modell ist ein Modell, das zur Modellierung von kontinuierlich-diskreten Systemen (auch als hybride dynamische Systeme bezeichnet) genutzt wird.
Für den Begriff des hybriden dynamischen Systems existiert keine allgemeingültige Definition. Ein hybrides dynamisches System ist dadurch gekennzeichnet, dass es interaktiv sowohl kontinuierliche als auch diskrete Dynamik simultan zu koordinieren und zu steuern in der Lage ist. 
Das grundlegende Merkmal der hybriden Modelle ist die Verschmelzung von kontinuierlichen und diskreten Modellen. Mit Hilfe dieser hybriden Modelle können schaltende Dynamiken beschrieben werden, wie sie beispielsweise im Bereich der Verfahrenstechnik oft vorkommen.

## Beispiel aus der Verfahrenstechnik
Dosiervorlage-System
Das System besteht aus einer Anzahl von Vorlagebehältern für Flüssigkeiten (vorgelagert vor weiteren Verarbeitungsstufen). Die Behälter entleeren sich im Laufe der Zeit mit einer konstanten Rate (Volumen pro Zeit). Erreicht der Flüssigkeitsstand in einem Behälter eine untere Marke, so wird dieser durch einen Server befüllt. Es kann immer nur ein Behälter befüllt werden. Die Befüllung erfolgt so lange, bis der Flüssigkeitstand in einem der anderen Behälter die untere Marke erreicht hat. Der Füllvorgang im aktuellen Behälter wird abgebrochen und der Server schaltet die Befüllung auf den neu zu befüllenden Behälter um.
(Dieses Beispiel wurde zuerst von Chase, Serrano und Ramadge 1993 für drei Behälter und von Schürmann und Hoffmann 1995 für beliebig viele Behälter diskutiert.)
Eine Analyse zeigt, dass die Dynamik des Systems abschnittsweise strukturstabil ist. Das bedeutet, es treten in bestimmten Zeitabschnitten keine Umschaltungen (Im Beispiel: Änderung der Serverstellung) auf. Innerhalb eines solchen Abschnitts zeigt das System eine gewöhnliche kontinuierliche Dynamik, die z. B. durch eine gewöhnliche Differentialgleichung beschrieben werden kann. Sobald die Serverstellung sich verändert, wird ein Umschalten des Systems und der Dynamik beobachtet. Bei komplexen Systemen gilt im Allg. dann eine andere Differentialgleichung zur Beschreibung der kontinuierlichen Dynamik. Mit den verschiedenen möglichen Differentialgleichungen sind die Modi des Systems verknüpft: Das hybride System nimmt einen definierten Modus {\displaystyle m\in M} an, wenn es sich in einem bestimmten Abschnitt mit strukturstabiler, kontinuierlicher Dynamik befindet.

## Formal
Eine mathematische Beschreibungen hybrider Modelle, die stärker dem kontinuierlichen Anteil Rechnung trägt, wird im Folgenden angegeben.
Bezeichnet {\displaystyle {\vec {x}}} den Zustandsvektor für die Bewegungsgleichung, {\displaystyle {\vec {z}}} den Zustandsvektor der algebraischen Gleichungen, {\displaystyle {\vec {u}}} den Vektor aller externen Eingangsgrößen und bezeichnet {\displaystyle m\in M} die möglichen Modi des Systems, dann wird die Dynamik des Systems durch das folgende hybride Modell beschrieben:
{\displaystyle {\vec {f}}({\dot {\vec {x}}},{\vec {x}},{\vec {z}},{\vec {u}},m)={\vec {0}}} mit {\displaystyle {\vec {x}}(t_{0})={\vec {x}}_{0}} und {\displaystyle {\vec {z}}({\vec {x}}_{0},t_{0})={\vec {z}}_{0}}.
Die Festlegung, in welchem Modus m sich das System befindet, kann z. B. durch ein Bedingungs-/Ereignis-System erfolgen, das die diskrete Dynamik des hybriden Systems modelliert, vgl. bspw. Sreenivas und Krogh 1991.